# (5859) Остоженка
(5859) Остоженка (лат. Ostozhenka) — типичный астероид главного пояса, открыт 23 марта 1979 года советским астрономом Николаем Черных в Крымской астрофизической обсерватории и 20 июня 1997 года назван в честь московской улицы Остоженка.

## Обнаружение и именование
(5859) Остоженка
Открыт 23 марта 1979 года в Научном Н. С. Черных.
Названа в честь одной из старейших улиц в центре Москвы. Остоженка, производное от русского слова стог, или стог сена, показывает, что улица была построена на бывшем сенокосе.
Оригинальный текст (англ.)5859 Ostozhenka
Discovered 1979-03-23 by Chernykh, N. S. at Nauchnyj.
Named for one of the oldest streets in the center of Moscow. Ostozhenka, derived from the Russian word stog, or haystack, shows that the street was built on a former hayfield.
Источники: DISCOVERY.DB; M.P.C. 30098.

## Физические характеристики
Из наблюдений телескопа VISTA следует, что астероид относится к таксономическому классу S.
По результатам наблюдений в видимом и ближнем инфракрасном диапазоне космического телескопа NEOWISE диаметр астероида оценивался равным 5,991±0,135 км. Согласно тем же источникам альбедо оценивается как 0,2356±0,0267 и 0,236±0,027.